# ハギノアレグリアス
ハギノアレグリアス（欧字名:Hagino Alegrias、2017年4月27日 - ）は、日本の競走馬。主な勝ち鞍は2023年・2024年のシリウスステークス連覇、2023年の名古屋大賞典。
馬名の意味は、冠名＋喜び（スペイン語）。

## 戦績

### デビュー前 - 3歳（2020年）
2018年のセレクトセール1歳セッションにて、日隈良江に1600万円で落札された。
2019年9月15日、阪神競馬場第5レースの2歳新馬戦（芝1800m）で、武豊を背にデビュー。単勝3番人気に支持されたが、コントレイルの6着に敗れた。レース後は休養に入った。
3歳となった2020年5月2日、京都競馬場の3歳未勝利（ダート1800m）で約8か月ぶりにレースに復帰。中団から鋭く脚を伸ばし、ダート転向初戦を初勝利で飾った。7月からは自己条件を3連勝し、10月にオープン入り。しかし11月に両前肢に屈腱炎を発症していることが判明し、長期休養に入った。

### 4歳・5歳（2021年・2022年）
4歳シーズンは全休した。
5歳となった2022年6月4日、オープン戦のアハルテケステークスで約1年8か月ぶりにレースに復帰。久々の実戦ながら、中団から良く伸びてアドマイヤルプスの4着に入った。次走、10月15日の太秦ステークスでオープン戦初勝利を挙げた。初の重賞挑戦で出走した11月6日のみやこステークスは好位から馬群の間を伸びたが、サンライズホープとの激しい追い比べに競り負けアタマ差の2着に惜敗した。

### 6歳（2023年）
6歳初戦として、1月22日の東海ステークスに1番人気で出走。中団でレースを進め抜群の手応えで直線を迎えるも、ゴール前でカラ馬が寄ってくるという不利もあり、プロミストウォリアを差しきれず2着に敗れる。
3月16日、名古屋競馬場で行われた名古屋大賞典に出走。単勝1.2倍の1番人気に支持され迎えたレースでは、中団から追い上げ、4コーナーで外に持ち出すと、内を突いたケイアイパープルとの接戦をアタマ差で制して、重賞初制覇を成し遂げた。また、鞍上の川田は3日連続のダートグレード重賞制覇となった。

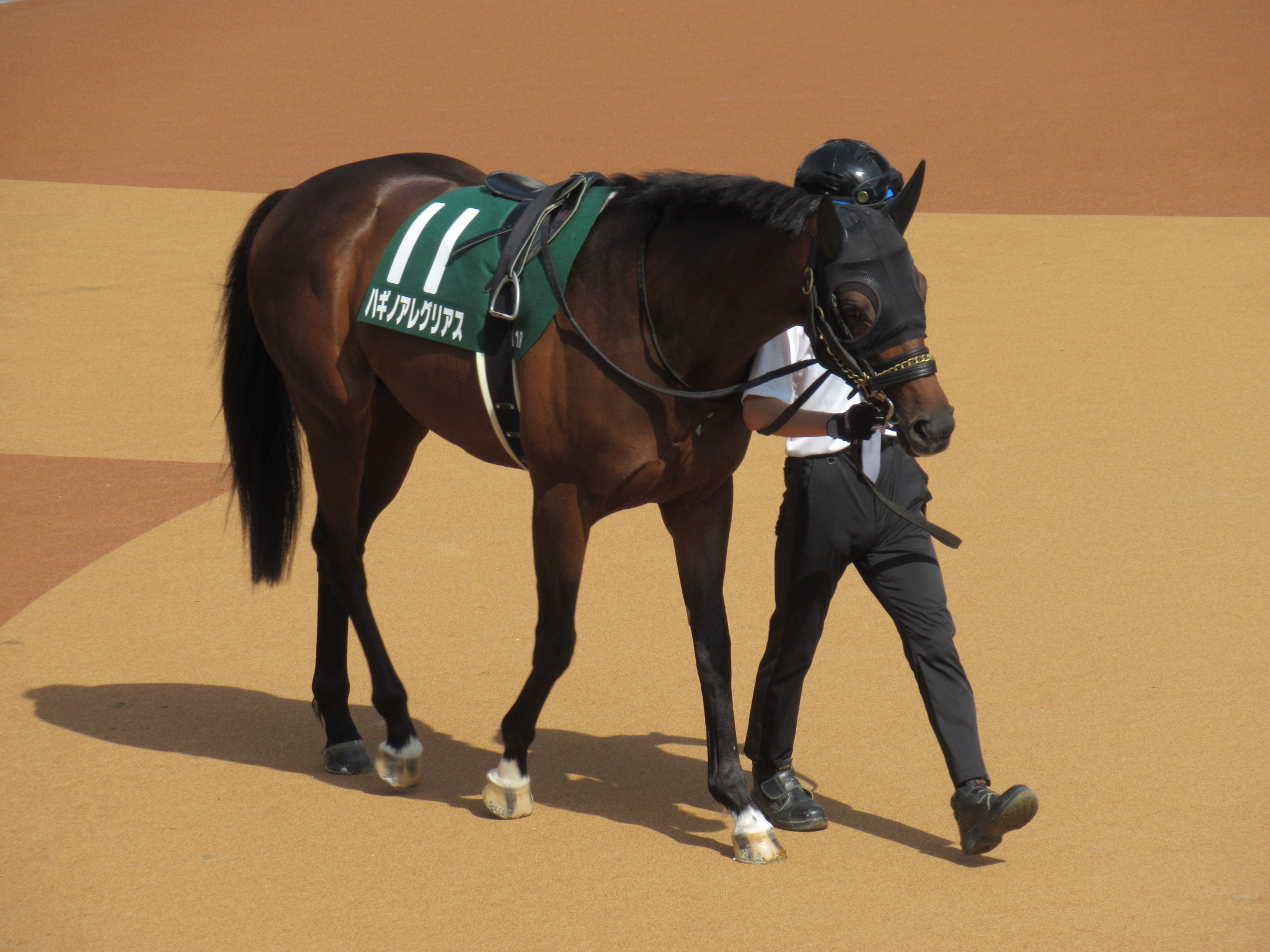
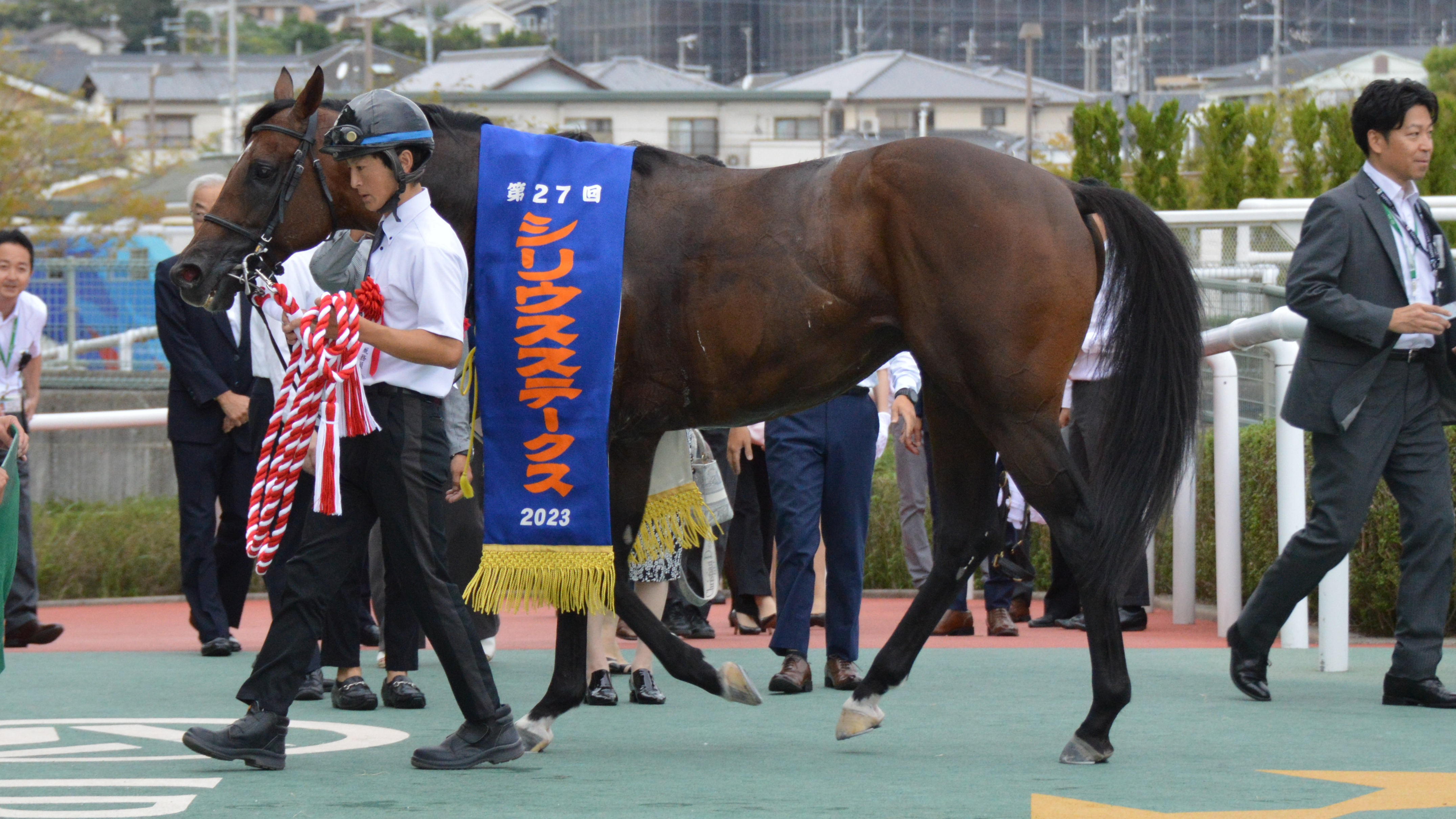

## 競走成績
以下の内容は、JBISサーチおよびnetkeiba.comの情報に基づく。
| 競走日     | 競馬場 | 競走名           | 格     | 距離（馬場）  | 頭 数 | 枠 番 | 馬 番 | オッズ （人気） | 着順 | タイム （上り3F） | 着差 | 騎手        | 斤量 [kg] | 1着馬（2着馬）         | 馬体重 [kg] |
| ---------- | ------ | ---------------- | ------ | ------------- | ----- | ----- | ----- | --------------- | ---- | ----------------- | ---- | ----------- | --------- | ---------------------- | ----------- |
| 2019.09.15 | 阪神   | 2歳新馬          |        | 芝1800m（良） | 9     | 5     | 5     | 007.40（3人）   | 06着 | R1:49.9（34.1）   | -1.0 | 0武豊       | 54        | コントレイル           | 462         |
| 2020.05.02 | 京都   | 3歳未勝利        |        | ダ1800m（良） | 16    | 8     | 15    | 010.90（5人）   | 01着 | R1:53.2（36.9）   | -0.3 | 0岩田望来   | 55        | （ベッサメモー）       | 472         |
| 0000.05.16 | 京都   | 3歳1勝クラス     |        | ダ1800m（重） | 16    | 5     | 9     | 006.90（4人）   | 06着 | R1:51.1（36.0）   | -0.8 | 0秋山真一郎 | 56        | サンライズホープ       | 476         |
| 0000.07.04 | 阪神   | 3歳上1勝クラス   |        | ダ1800m（不） | 12    | 6     | 8     | 003.30（1人）   | 02着 | R1:49.4（35.4）   | -0.0 | 0川田将雅   | 54        | メイショウカズサ       | 474         |
| 0000.07.18 | 阪神   | 3歳上1勝クラス   |        | ダ2000m（良） | 16    | 5     | 10    | 001.70（1人）   | 01着 | R2:04.5（36.4）   | -0.3 | 0川田将雅   | 54        | （アスターマリンバ）   | 476         |
| 0000.09.12 | 中京   | 日進特別         | 2勝    | ダ1800m（稍） | 16    | 4     | 7     | 001.90（1人）   | 01着 | R1:51.1（36.0）   | -0.4 | 0川田将雅   | 54        | （タガノビューティー） | 470         |
| 0000.10.04 | 中京   | 白川郷S          | 3勝    | ダ1900m（良） | 16    | 5     | 9     | 001.60（1人）   | 01着 | R1:56.3（36.0）   | -0.2 | 0岩田望来   | 54        | （キーフラッシュ）     | 470         |
| 2022.06.04 | 東京   | アハルテケS      | OP     | ダ1600m（良） | 16    | 3     | 6     | 024.0（10人）   | 04着 | R1:36.2（35.6）   | -0.7 | 0富田暁     | 57        | アドマイヤルプス       | 486         |
| 0000.10.15 | 阪神   | 太秦S            | OP     | ダ1800m（良） | 16    | 3     | 6     | 002.90（1人）   | 01着 | R1:51.1（36.5）   | -0.2 | 0富田暁     | 56        | （サンライズウルス）   | 492         |
| 0000.11.06 | 阪神   | みやこS          | GIII   | ダ1800m（良） | 16    | 6     | 12    | 004.50（2人）   | 02着 | R1:51.6（37.0）   | -0.0 | 0福永祐一   | 56        | サンライズホープ       | 490         |
| 2023.01.22 | 中京   | 東海S            | GII    | ダ1800m（良） | 15    | 3     | 4     | 002.70（1人）   | 02着 | R1:51.6（36.2）   | -0.4 | 0川田将雅   | 57        | プロミストウォリア     | 500         |
| 0000.03.16 | 名古屋 | 名古屋大賞典     | JpnIII | ダ2000m（良） | 12    | 3     | 3     | 001.20（1人）   | 01着 | R2:08.2（35.1）   | -0.0 | 0川田将雅   | 54        | （ケイアイパープル）   | 499         |
| 0000.05.20 | 京都   | 平安S            | GIII   | ダ1900m（稍） | 16    | 6     | 11    | 002.90（2人）   | 02着 | R2:00.2（39.1）   | -0.4 | 0岩田望来   | 57        | グロリアムンディ       | 490         |
| 0000.06.28 | 大井   | 帝王賞           | JpnI   | ダ2000m（良） | 12    | 8     | 12    | 011.40（6人）   | 04着 | R2:02.7（37.5）   | -0.8 | 0岩田望来   | 57        | メイショウハリオ       | 488         |
| 0000.09.30 | 阪神   | シリウスS        | GIII   | ダ2000m（良） | 14    | 8     | 14    | 003.10（1人）   | 01着 | R2:04.4（36.9）   | -0.2 | 0岩田望来   | 58.5      | （アイコンテーラー）   | 490         |
| 0000.12.03 | 中京   | チャンピオンズC  | GI     | ダ1800m（良） | 15    | 6     | 11    | 010.80（5人）   | 06着 | R1:51.4（37.6）   | -0.8 | 0岩田望来   | 58        | レモンポップ           | 494         |
| 2024.03.06 | 船橋   | ダイオライト記念 | JpnII  | ダ2400m（不） | 11    | 8     | 10    | 002.90（2人）   | 03着 | R2:35.3（40.8）   | -1.4 | 0岩田望来   | 56        | セラフィックコール     | 488         |
| 0000.04.14 | 阪神   | アンタレスS      | GIII   | ダ1800m（良） | 16    | 1     | 1     | 002.90（1人）   | 03着 | R1:51.5（37.4）   | -0.3 | 0岩田望来   | 58        | ミッキーヌチバナ       | 494         |
| 0000.05.18 | 京都   | 平安S            | GIII   | ダ1900m（良） | 16    | 3     | 5     | 005.10（2人）   | 07着 | R1:58.0（36.8）   | -0.6 | 0岩田望来   | 57        | ミトノオー             | 494         |
| 0000.09.28 | 中京   | シリウスS        | GIII   | ダ1900m（良） | 15    | 1     | 1     | 010.80（5人）   | 01着 | R1:57.1（36.4）   | -0.2 | 0岩田望来   | 59.5      | （オメガギネス）       | 496         |
| 0000.12.01 | 中京   | チャンピオンズC  | GI     | ダ1800m（良） | 16    | 2     | 3     | 015.30（6人）   | 04着 | R1:50.5（36.7）   | -0.4 | 0岩田望来   | 58        | レモンポップ           | 498         |
| 2025.04.19 | 阪神   | アンタレスS      | GIII   | ダ1800m（良） | 12    | 8     | 12    | 007.40（3人）   | 12着 | R1:55.8（41.7）   | -4.5 | 0岩田望来   | 58        | ミッキーファイト       | 496         |
| 0000.05.06 | 名古屋 | 名古屋GP         | JpnII  | ダ2100m（不） | 12    | 8     | 11    | 014.00（6人）   | 05着 | R2:14.9（40.3）   | -1.7 | 0岩田望来   | 57        | サンライズジパング     | 494         |

- 競走成績は2025年5月6日現在

## 血統表
| ハギノアレグリアスの血統               | ハギノアレグリアスの血統                          | ハギノアレグリアスの血統 | （血統表の出典）     | （血統表の出典） |
| 父系                                   | サンデーサイレンス系                              | サンデーサイレンス系     | サンデーサイレンス系 |                  |
| 父 キズナ 2010 青鹿毛 北海道新冠町     | 父の父ディープインパクト 2002 鹿毛 北海道早来町   | *サンデーサイレンス      | Halo                 | Halo             |
| 父 キズナ 2010 青鹿毛 北海道新冠町     | 父の父ディープインパクト 2002 鹿毛 北海道早来町   | *サンデーサイレンス      | Wishing Well         |                  |
| 父 キズナ 2010 青鹿毛 北海道新冠町     | 父の父ディープインパクト 2002 鹿毛 北海道早来町   | *ウインドインハーヘア    | Alzao                | Alzao            |
| 父 キズナ 2010 青鹿毛 北海道新冠町     | 父の父ディープインパクト 2002 鹿毛 北海道早来町   | *ウインドインハーヘア    | Burghclere           |                  |
| 父 キズナ 2010 青鹿毛 北海道新冠町     | 父の母*キャットクイル Catequil 1990 鹿毛 カナダ   | Storm Cat                | Storm Bird           | Storm Bird       |
| 父 キズナ 2010 青鹿毛 北海道新冠町     | 父の母*キャットクイル Catequil 1990 鹿毛 カナダ   | Storm Cat                | Terlingua            |                  |
| 父 キズナ 2010 青鹿毛 北海道新冠町     | 父の母*キャットクイル Catequil 1990 鹿毛 カナダ   | Pacific Princess         | Damascus             | Damascus         |
| 父 キズナ 2010 青鹿毛 北海道新冠町     | 父の母*キャットクイル Catequil 1990 鹿毛 カナダ   | Pacific Princess         | Fiji                 |                  |
| 母 タニノカリス 1997 栗毛 北海道静内町 | 母の父*ジェネラス Generous 1988 栗毛 アイルランド | Caerleon                 | Nijinsky             | Nijinsky         |
| 母 タニノカリス 1997 栗毛 北海道静内町 | 母の父*ジェネラス Generous 1988 栗毛 アイルランド | Caerleon                 | Foreseer             |                  |
| 母 タニノカリス 1997 栗毛 北海道静内町 | 母の父*ジェネラス Generous 1988 栗毛 アイルランド | Doff the Derby           | Master Derby         | Master Derby     |
| 母 タニノカリス 1997 栗毛 北海道静内町 | 母の父*ジェネラス Generous 1988 栗毛 アイルランド | Doff the Derby           | Margarethen          |                  |
| 母 タニノカリス 1997 栗毛 北海道静内町 | 母の母タニノクリスタル 1988 栗毛 北海道静内町     | *クリスタルパレス        | Caro                 | Caro             |
| 母 タニノカリス 1997 栗毛 北海道静内町 | 母の母タニノクリスタル 1988 栗毛 北海道静内町     | *クリスタルパレス        | Hermieres            |                  |
| 母 タニノカリス 1997 栗毛 北海道静内町 | 母の母タニノクリスタル 1988 栗毛 北海道静内町     | *タニノシーバード        | Sea-Bird             | Sea-Bird         |
| 母 タニノカリス 1997 栗毛 北海道静内町 | 母の母タニノクリスタル 1988 栗毛 北海道静内町     | *タニノシーバード        | Flaxen               |                  |
| 母系(F-No.)                            | (FN:9-c)                                          | (FN:9-c)                 | (FN:9-c)             |                  |
| 5代内の近親交配                        | Northern Dancer：5×5                              | Northern Dancer：5×5     | Northern Dancer：5×5 |                  |
| 出典                                   | 1.                                                | 1.                       | 1.                   | 1.               |

- 叔父に2002年日本ダービー馬タニノギムレットがいる。
- 3代母タニノシーバードの産駒に、朝日チャレンジカップ、北九州記念勝ち馬のタニノスイセイがいる。
- そのほかの近親にローズジュレップなど。